# برناردو فيغا
برناردو فيغا هو اقتصادي ومؤرخ دومينيكاني، ولد في 23 فبراير 1938 في سانتياغو دي لوس كاباليروس في جمهورية الدومينيكان.